# Elegáns pókhálósgomba
Az elegáns pókhálósgomba (Cortinarius elegantior) a pókhálósgombafélék családjába tartozó, Európában és Észak-Amerikában honos, elsősorban fenyvesekben élő, ehető gombafaj. 

## Megjelenése

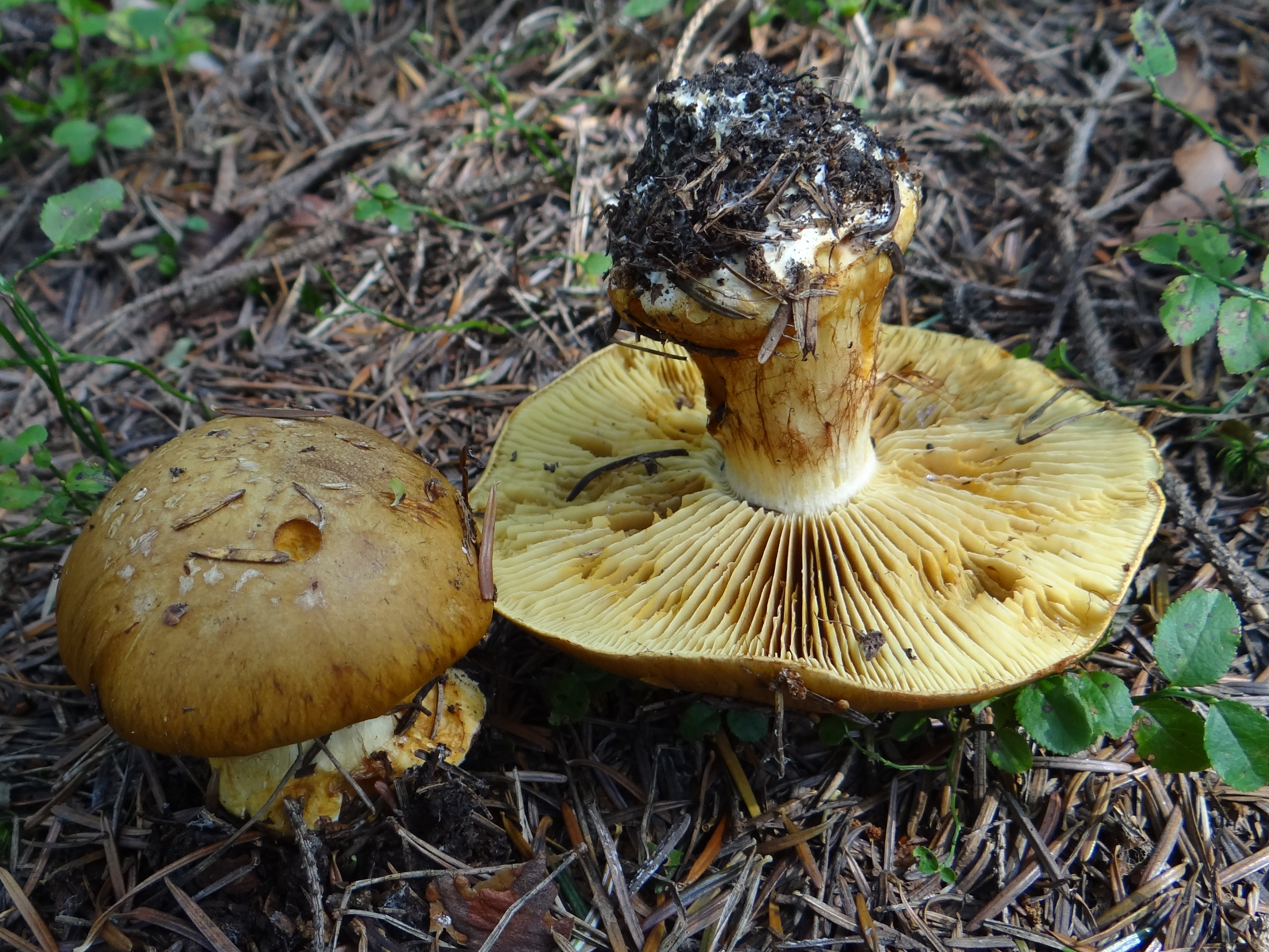

Az elegáns pókhálósgomba kalapja 6-12 cm széles, fiatalon félgömb alakú, később domború (meredeken lejtő szélekkel), idősen laposan kiterül. Felszíne sugarasan szálas, nedvesen tapadós. Színe eleinte aranysárga, sárgásbarna, barnás-okkeres, idősen rozsdabarna.  
Húsa fehéres vagy sárgás. Szaga és íze nem jellegzetes.
Lemezei hasasan tönkhöz nőttek. Színük fiatalon szürkéssárga, sárgásolív; éretten rozsdabarna. A fiatal lemezeket védő pókhálószerű kortina fehéres, szürkés vagy halványsárgás. 
Tönkje 4-10 cm magas és 1-2,5 cm vastag. Tövénél peremes gumósan megvastagszik, itt 4 cm széles is lehet. Színe kezdetben sárgás, idősen barna. A pókhálószerű kortina a tönkön maradhat, néha gallérzónát hozva létre. 
Spórapora rozsdabarna. Spórája citrom alakú, durván szemölcsös, mérete 12,5-15 x 7,5-9 µm.

### Hasonló fajok
A pompás pókhálósgomba vagy a mérgező krómsárga pókhálósgomba és borvöröstönkű pókhálósgomba hasonlít hozzá. 

## Elterjedése és termőhelye
Európában és Észak-Amerikában honos. Magyarországon ritka.
Meszes talajú fenyvesekben (luc és jegenyefenyő alatt), ritkábban lomberdőkben (bükk, tölgy, nyír, mogyoró alatt) található meg. Augusztustól októberig terem. 
Ehető, de könnyen összetéveszthető mérgező fajokkal, ezért fogyasztása nem ajánlott. 